# Lucky Store
Lucky Store NV is een Surinaams warenhuis. De hoofdvestiging bevindt zich in de Jodenbreestraat. Daarnaast zijn er winkels in kleding en witgoed.

## Geschiedenis
Lucky Store werd in 1959 door Nasser en Olga Issa opgericht en had toen een oppervlakte van 150 vierkante meter. De winkel werd later overgenomen door hun drie kinderen.
Het eerste pand stond op de hoek van de Zwartenhovenbrugstraat en de Prinsenstraat. In 1964 verhuisde de winkel naar een pand met 180 m2 op de hoek van de Steenbakkerijstraat en de Maagdenstraat en vervolgens werd het verplaatst naar de Jodenbreestraat, waar het in de 21e eeuw nog gevestigd is. Er was hier eerst 225 m2 oppervlakte en die werd in 1996 uitgebreid naar 850 m2.
In 2016 werd het de oppervlakte aanzienlijk vergroot, naar 3.500 m2. Aan de opening ging een jarenlange verbouwing vooraf. De Parbode noemde het contrast met de voorgaande winkel "immens". De smalle looppaden werden verbreed en de TL-verlichting maakte plaats voor ledverlichting. Als concept is gekozen voor duurzaamheid, comfort en Surinaamse identiteit. De bewustwording van duurzaamheid komt ook terug in de aansluiting als Friend of Green Suriname bij Conservation International Suriname. In dit verband is ook de koeling van het gebouw klimaatbewust ingezet. De verbouwing werd in zijn geheel uitgevoerd door Surinaamse bedrijven en werknemers. Volgens dagblad De West heeft de winkel een Europees uiterlijk dat veel doet denken aan het Nederlandse warenhuis HEMA, al zijn sommige authentieke Surinaamse producten als de kleurige pangi-stoffen niet weg te denken. Daarnaast wordt sinds 2016 tijdens Wereldproefdierendag een evenement met cosmetica georganiseerd die dierproefvrij is.
Daarnaast zijn er andere vestigingen, zoals sinds 1980 de kledingzaak Dojo Couture. Deze zaak werd later uitgebreid en kreeg nog een extra verdieping. Daarnaast werd een filiaal van Dojo Couture in de Maretraite Mall geopend. Verder bevindt zich een filiaal met witgoed aan de Henck Arronstraat onder de naam Lucky Store Oso Sani en sinds circa 2010 de kledingwinkel Brands Only in TBL-cinemas. In 2018 lanceerde Lucky Store haar eigen webshop.